# Chelonides
Chelonides is een geslacht van uitgestorven schildpadden uit mariene afzettingen uit het Laat-Jura van Nedersaksen, Duitsland.

## Naamgeving
De soortnaam Chelonides wittei werd in 1869 bedacht door George August Maack. De geslachtsnaam betekent 'op de Chelonia gelijkend'. Het ging daarbij niet om een simpele gelijkenis in bouw. Maack had de evolutietheorie aanvaard maar meende dat natuurlijke selectie in de evolutie een ondergeschikte rol speelde. De ontwikkeling zou voorbestemde paden volgen, als ontplooiing van archetypen. De gevonden resten behoorden tot de oudste die toen bekend waren en konden volgens Maack in twee hoofdklassen gescheiden worden waarvan de ene de geslachtsnaam Chelonides toebedeeld kreeg en de andere de geslachtsnaam Stylemys. De soortaanduiding eert Friedrich Ernst Witte, de Obergerichts-Direktor van Hannover, in wiens uitgebreide verzameling Maack de fossielen aantrof.
De syntypen zijn een gedeeltelijk pantser (GZG 773-1) een gedeeltelijke schedel (GZG 773-2), en geïsoleerde pantser- en gordelelementen (GZG 773-3 tot 773-17) gevonden op de Tönjesberg bij Hannover, noordwest-Duitsland. Later richtte Alessandro Portis (1878) de tweede soort Chelonides robusta op voor elementen van het pantser (GZG 769-11 tot 769-19). De soortaanduiding betekent 'de zwaargebouwde'.
Oliver Perry Hay stelde in 1905 dat Chelonides een bezette naam was, zonder aan te geven wat dan de oudere naam zou zijn, en gaf Anaphotidemys als vervangingsnaam. Oskar Kuhn stelde in 1964 ten onrechte dat de naam bezet was door de Chelonides Boisduval, 1840, een tribus van nachtvlinders. Tribus hebben geen prioriteit ten opzichte van geslachten.
In hun overzicht van schildpadden uit het Laat-Jura- en Vroeg-Krijt uit het noordwesten van Duitsland, behandelden Karel et alii (2007) de twee nominale Chelonides-soorten als synoniem met de plesiochelyide Plesiochelys, zonder rechtvaardiging. 
Een overzicht van Thalassochelydia uit 2017 geeft echter aan dat Chelonides een geldig geslacht van eurysterniden is, hoewel Chelonides robusta een nomen dubium zou zijn. Bij deze gelegenheid werd GZG 773-1 gekozen als het lectotype.

## Beschrijving
Chelonides is vrij klein, met een schildlengte van zo'n twintig centimeter.
In 2017 werd een verdere opsomming gegeven waarin Chelonides zich ten opzichte van andere eurysterniden onderscheidt. De achterste neuralia dragen een matig hoge kiel. De costoperiferale fontanellen zijn klein. De ribben van de borstkas zijn gedeeltelijk zichtbaar op het bovenvlak van de buitenste delen van de costalia. De platen langs de wervelkolom zijn breed. Het plastron heeft een grote en ovale centrale fontanel. De buitenste fontallen van het plastron zijn langwerpig en smal.

## Fylogenie
Chelonides werd in 2017 door Jérémy Anquetin in de Eurysternidae geplaatst.